# 현삼
현삼(玄蔘, figwort, Scrophularia buergeriana)은 여러해살이풀로 높이는 80-150cm 정도이며, 줄기는 네모지고 털이 없다. 줄기에 마주나는 잎은 긴 달걀 모양이고 잎자루가 있으며 끝이 뾰족하다. 잎 가장자리에는 톱니가 있다. 꽃은 황록색이고, 8-9월에 줄기 끝에서 좁고 긴 취산꽃차례를 이루면서 핀다. 열매는 삭과이며 뿌리는 한약재로 이용한다.